# Скилакакис, Теодорос
Теодорос Скилакакис (греч. Θεόδωρος Σκυλακάκης; 18 октября 1959, Афины) — греческий экономист, политический и государственный деятель. Член партии «Новая демократия». Министр окружающей среды и энергетики Греции с 27 июня 2023 года.
В 1981 году окончил экономический факультет Афинского университета, затем получил степень магистра делового администрирования в Университете города в Лондоне. Он был генеральным директором научного центра, советником премьер-министра Греции и министра обороны. В 2003–2006 он занимал должность заместителя мэра Афин, отвечал за финансы и организацию летних Олимпийских игр 2004. С 2005 по 2006 год возглавлял городскую организацию экономического развития и туризма. В 2006 году он стал генеральным секретарем по вопросам развития сотрудничества и международных экономических отношений Министерства иностранных дел.
На выборах в 2009 году получил место депутата Европейского парламента от партии Новой демократии. В 2010 году он был одним из основателей Демократического альянса, а в 2012 году стал главой партии «Действие».